# Orraya occultus
Genre
Espèce
Synonymes
- Saltuarius occultus Couper, Covacevich & Moritz, 1993

Statut de conservation UICN

 DD  : Données insuffisantes
Orraya occultus, unique représentant du genre Orraya, est une espèce de gecko de la famille des Carphodactylidae.

## Répartition
Cette espèce est endémique du Queensland en Australie.

## Description
Ce gecko est plutôt petit, environ 10 cm sans la queue, avec un cou fin et allongé.

## Étymologie
Le nom spécifique de cette espèce, du latin occultus, « caché », lui a été donné car elle était « difficile à trouver ».

## Publications originales
- Couper, Covacevich & Moritz, 1993 : A review of the leaf-tailed geckos endemic to eastern Australia: a new genus, four new species, and other new data. Memoirs of the Queensland Museum, vol. 34, n. 1, p. 95-124 (texte intégral).
- Couper, Schneider, Hoskin & Covacevich, 2000 : Australian leaf-tailed geckos: phylogeny, a new genus, two new species and other new data. Memoirs of the Queensland Museum, vol. 45, n. 2, p. 253-265 (texte intégral).